# Beetham Tower

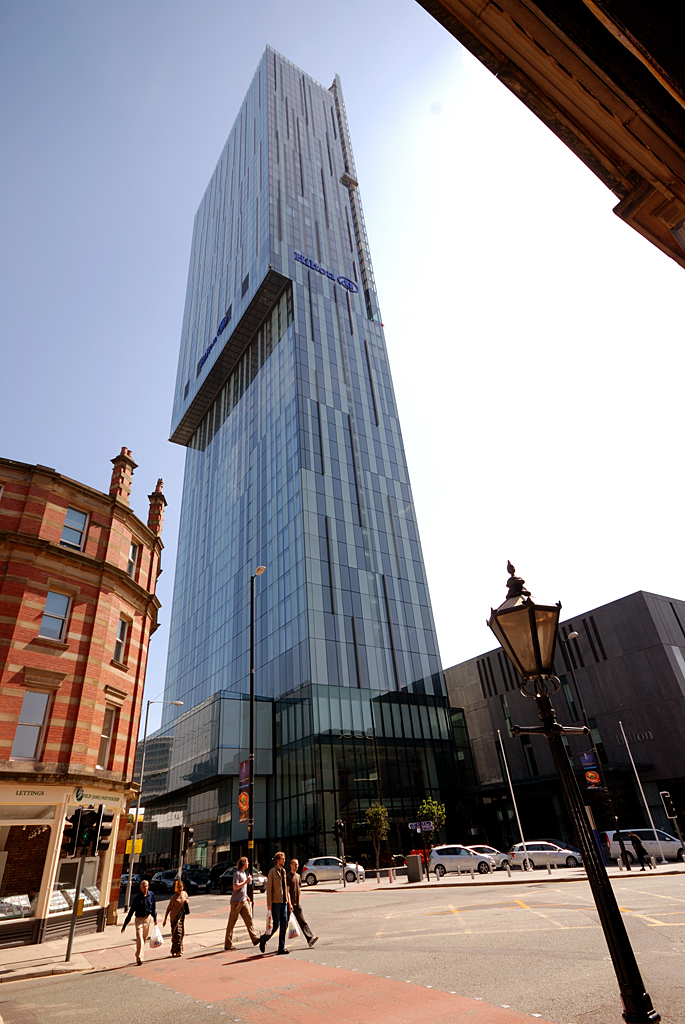
Beetham Tower

Beetham Tower, även kallad Hilton Tower, är en 47-vånings skyskrapa i Manchester, England. Skyskrapan färdigställdes 2006 och har fått sitt namn efter byggherren Beetham Organization.
Den är (2016) Manchesters högsta byggnad med 169 meter. Den är därmed (2016) den tionde högsta byggnaden i Storbritannien och den högsta utanför London. Vid färdigställandet 2006 var den Europas näst högsta bostadshus efter Turning Torso i Malmö. Byggnaden innehåller även hotellet Hilton Manchester Deansgate samt kontor. Beetham Tower ritades av arkitektbyrån SimpsonHaugh and Partners.